# Giuseppe Tomasi di Lampedusa
Pour les articles homonymes, voir Tomasi et Lampedusa (homonymie).
Giuseppe Tomasi, prince de Lampedusa, duc de Palma, baron de Montechiaro et de la Torretta, grand d'Espagne de première classe, né le 23 décembre 1896 à Palerme, en Sicile, et mort le 23 juillet 1957 à Rome, est un gentilhomme sicilien et un écrivain italien, auteur d'un seul roman, Le Guépard, publié en 1958 à titre posthume.

S'il se passionna très tôt pour la littérature, il ne vint que tardivement à l'écriture. D'un caractère  taciturne et solitaire, il passa une grande partie de sa vie à lire. Se souvenant de sa propre enfance, il écrivit : 

« J'étais un garçon à qui plaisait la solitude, à qui ce qui plaisait le plus était d'être avec les choses que d'être avec les personnes. »

## Biographie

### Jeunesse et service dans l'armée

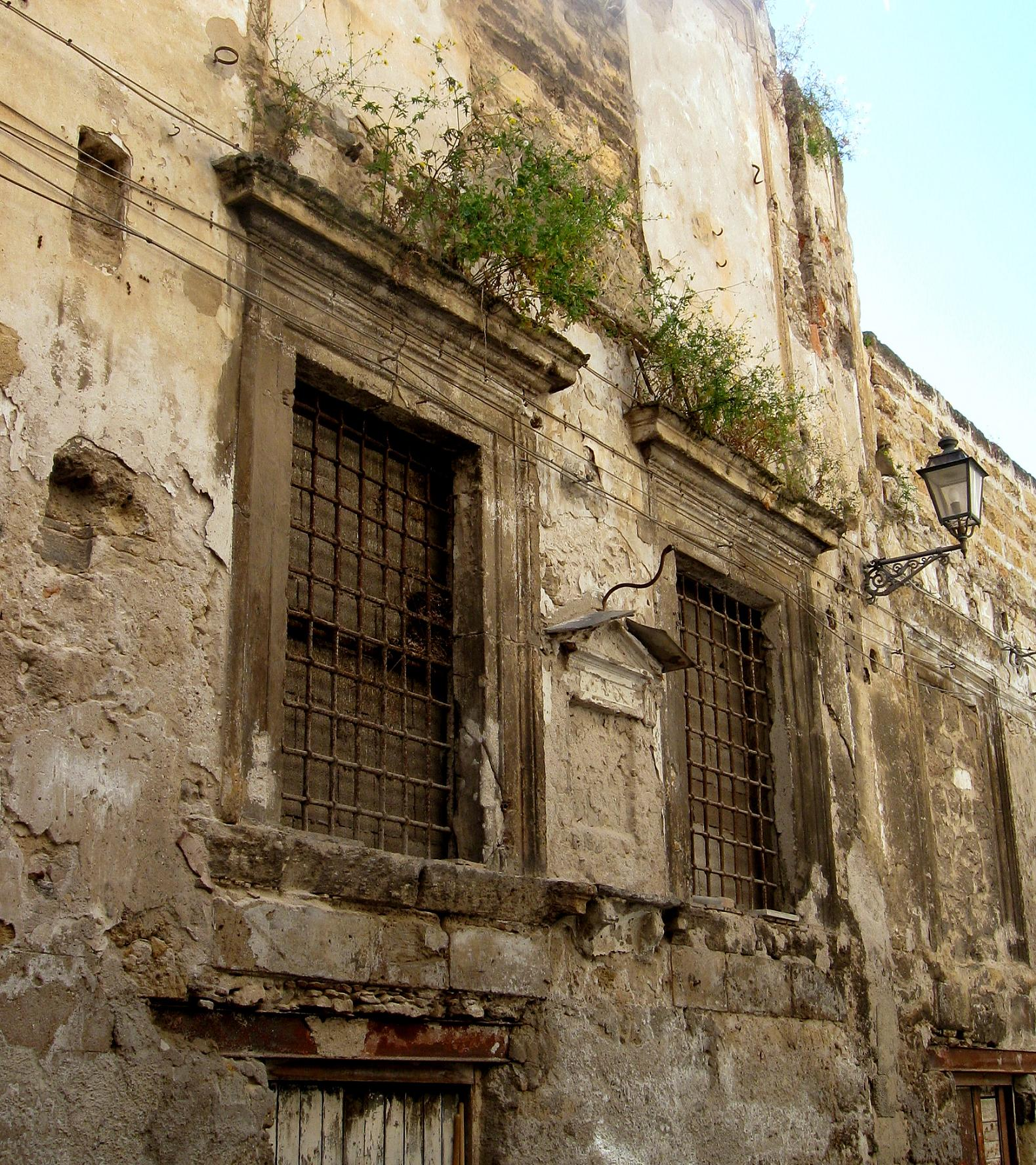
L'ancien palais Lampedusa alla Marina, aujourd'hui palais Lanza Tomasi, partiellement détruit par les bombardements de Palerme le 5 avril 1943.

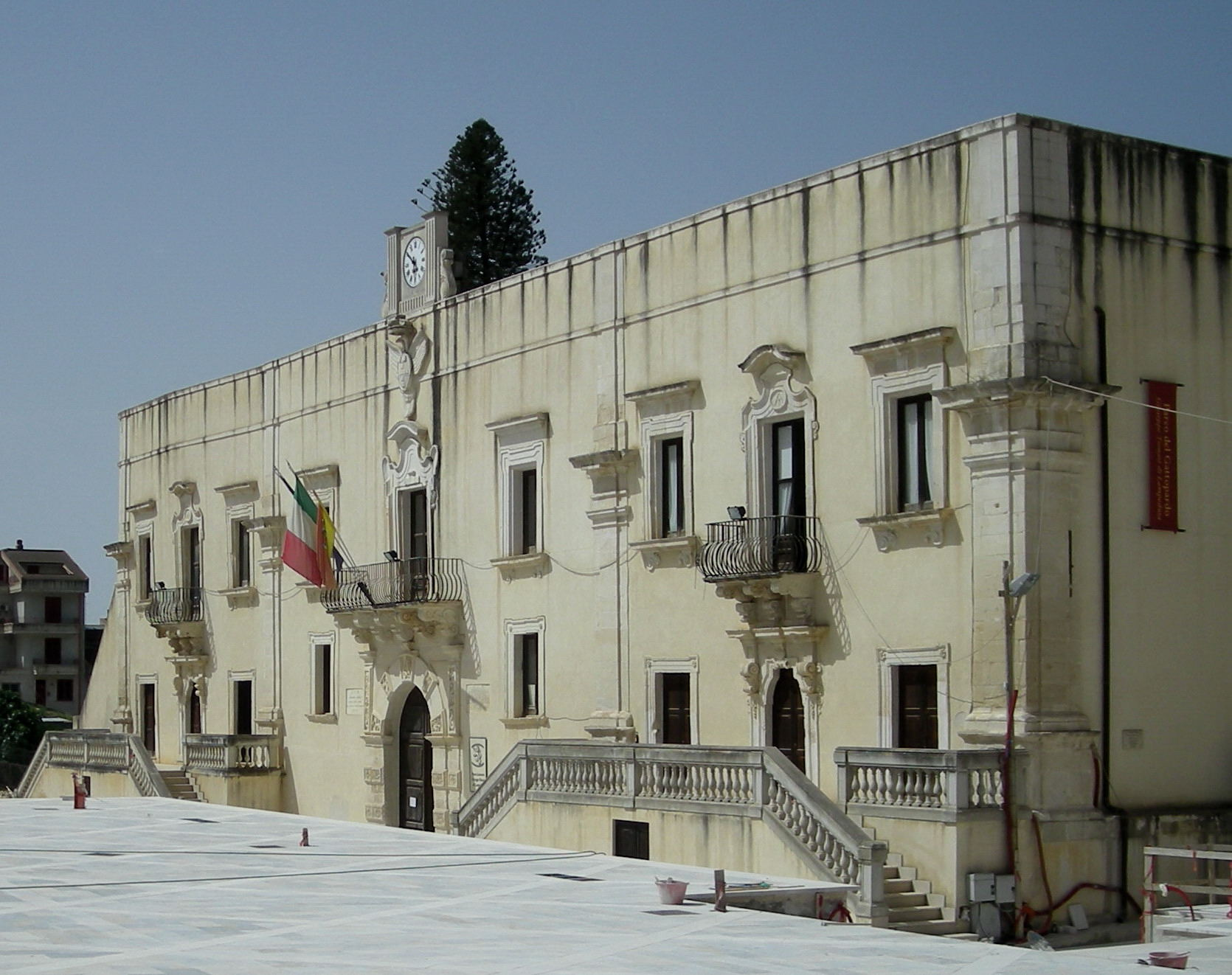
Le palais Filangeri di Cutò à Santa Margherita di Belice.

Giuseppe Tomasi di Lampedusa est le fils de Giulio Maria Tomasi et de Beatrice Mastrogiovanni Tasca di Cutò. Son oncle, qui succèdera à ses titres, était Pietro Tomasi della Torretta, qui fut président du Sénat italien et ministre des Affaires étrangères.
Resté enfant unique après la mort de sa sœur aînée Stefania, Giuseppe est très attaché à sa mère, femme de forte personnalité qui exerça une grande influence sur lui, contrairement à son père, un homme de nature froide et distante. Pendant son enfance, sa mère lui enseigne le français et sa vie se déroule entre leur palais palermitain et celui de Santa Margherita di Belice, où il passe de longues vacances.
À partir de 1911, il fréquente un lycée à Rome puis à Palerme. En 1915, il s'inscrit à la faculté de droit de Rome. Cependant, il ne termine pas ses études car il est appelé sous les drapeaux lors du basculement du royaume d'Italie dans la Triple-Entente et sert dans l'artillerie comme officier.
À la défaite de Caporetto (novembre 1917), il est fait prisonnier par les Autrichiens mais parvient à s'évader, rejoignant à pied Trieste, ville occupée par l'armée italienne. Après sa démission de l'armée avec le grade de lieutenant en 1920, il retourne en Sicile, alternant villégiature, voyages (toujours en compagnie de sa mère) et études de littérature.

### Mariage et voyages
Il se marie à Riga en août 1932, avec Alexandra von Wolff-Stomersee (1894-1982), fille d'un aristocrate letton d'origine germano-balte et de la cantatrice Alice Barbi (laquelle avait épousé en secondes noces l'oncle de Giuseppe). Ils vivent à Palerme avec sa mère, mais bientôt l'incompatibilité de caractère entre les deux femmes pousse Alexandra à retourner en Lettonie. En 1934, son père meurt et Giuseppe Tomasi hérite du titre. En 1940, à la tête des exploitations agricoles familiales et seul fils de la famille, il est exempté de service.
Il se réfugie avec sa mère à Capo d'Orlando, où Alexandra les rejoint (les pays baltes viennent d'être envahis par l'URSS). La guerre détruit ses palais, faisant naître en lui la profonde nostalgie et le détachement ironique des biens matériels qui baignent son roman. À la mort de sa mère en 1946, Tomasi di Lampedusa retourne vivre avec sa femme à Palerme.

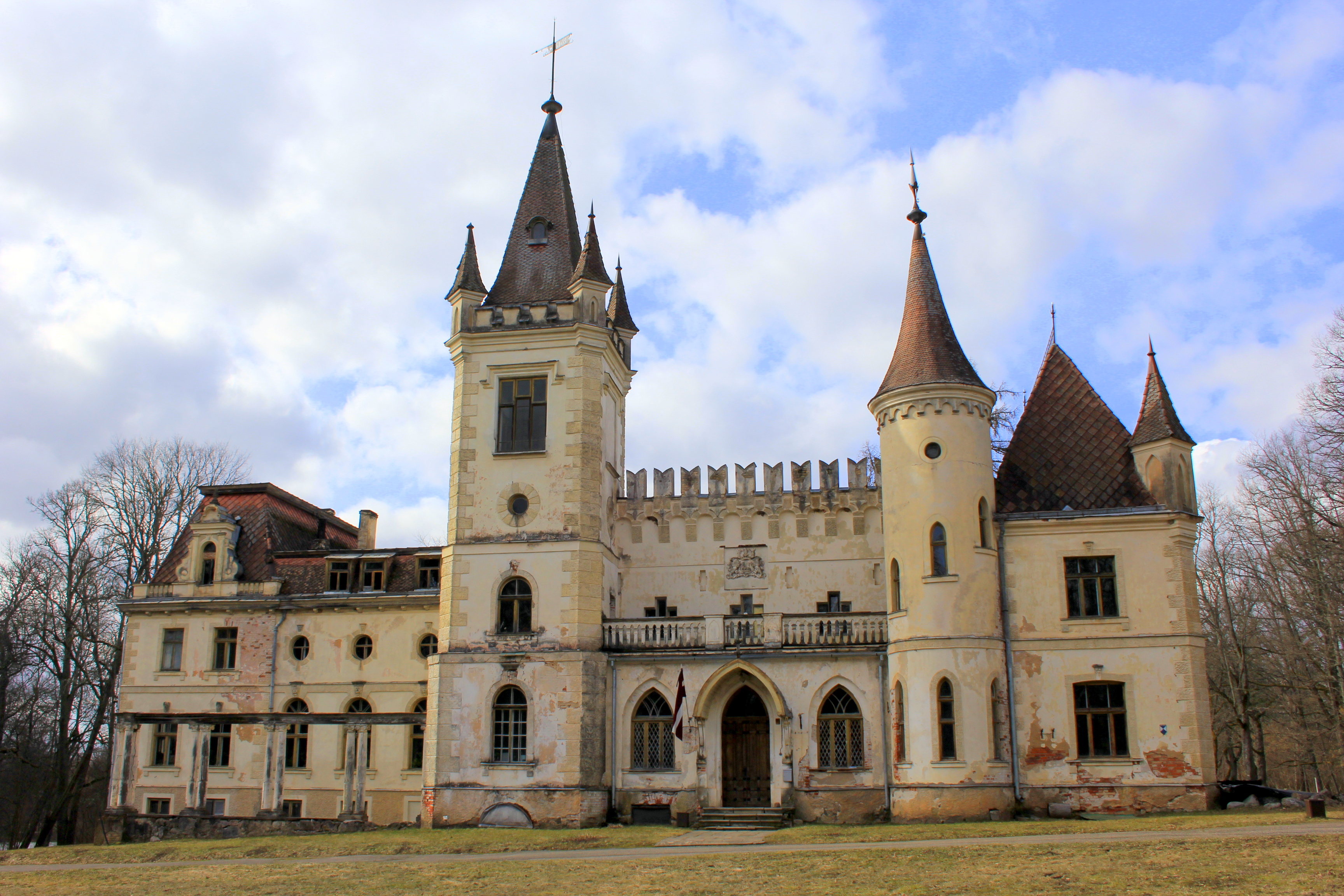
Le château de Stomersee en Lettonie.
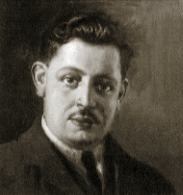
Portrait de Lampedusa par son cousin Casimiro Piccolo (1936).
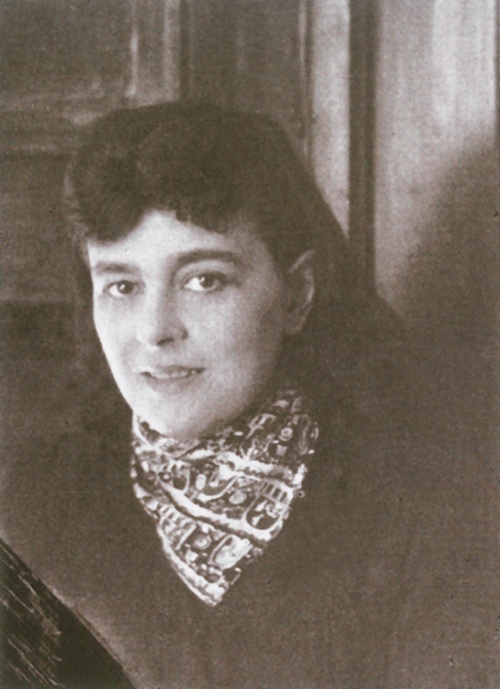
Alexandra von Wolff-Stomersee (avant 1930)
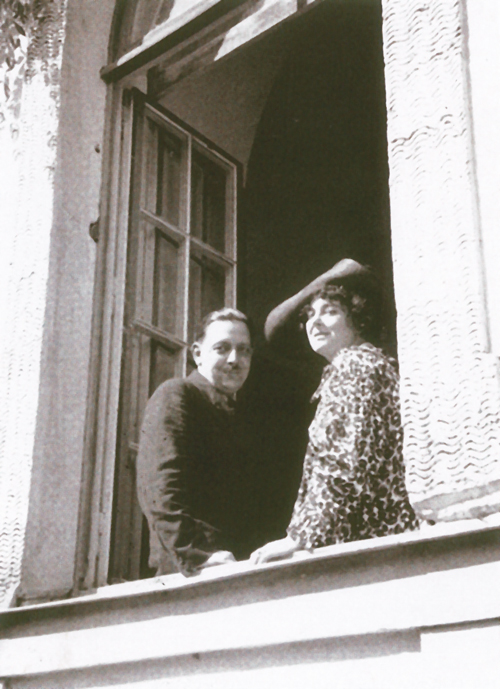
Les fiancés au château de Stomersee (1931).

### L'attrait pour la littérature

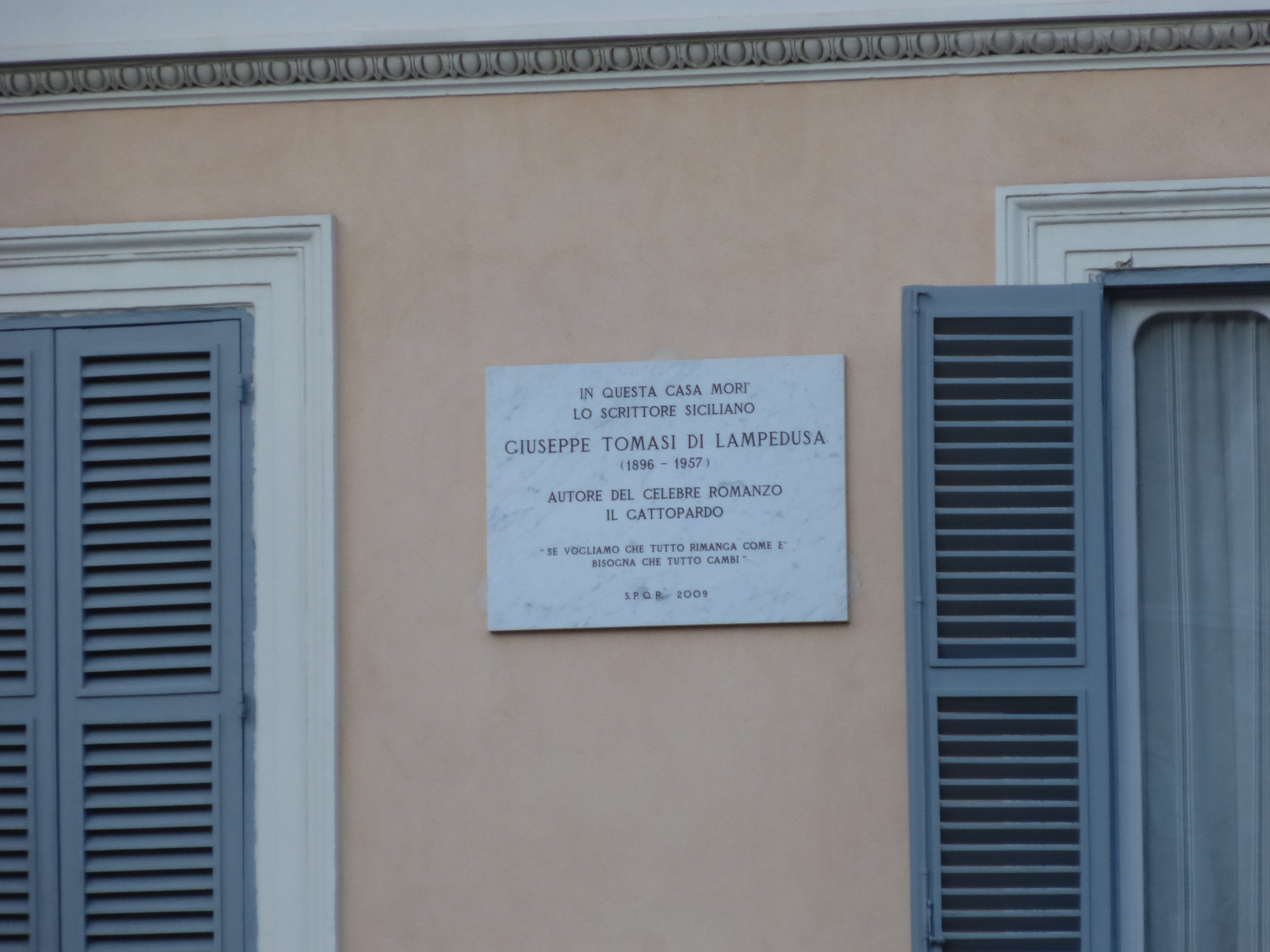
Plaque commémorative sur la maison où est mort Tomasi di Lampedusa, Rome, via San Martino della Battaglia (Esquilin).

En 1953, Lampedusa commence à fréquenter un groupe de jeunes intellectuels, dont Gioacchino Lanza, pour lequel il se prend d'affection et qu'il adopte quelques années plus tard, ainsi que Francesco Orlando. Tomasi di Lampedusa, souvent invité par son cousin, le poète Lucio Piccolo, se rend en 1954 à San Pellegrino Terme pour assister à une conférence littéraire.

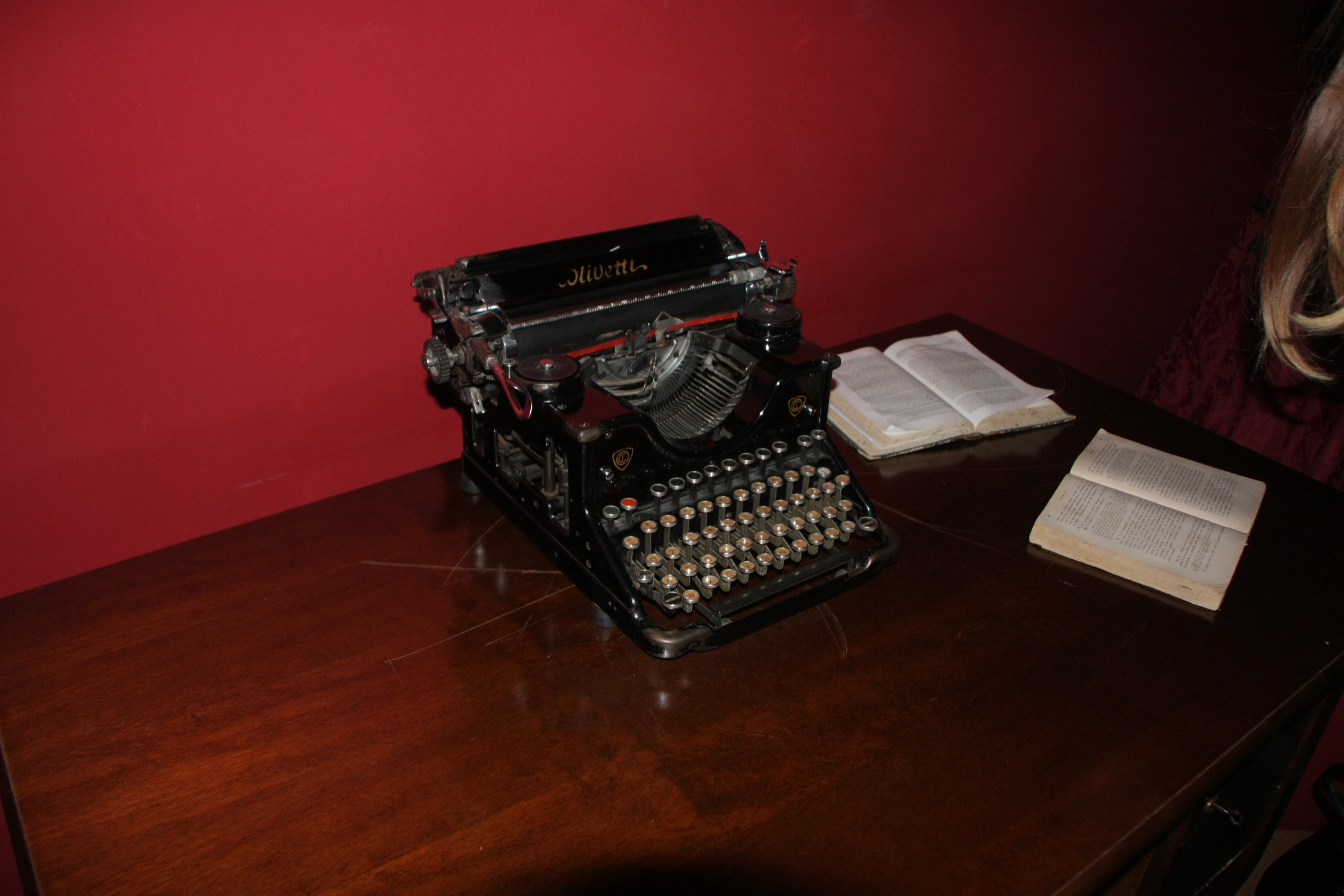
La machine à écrire de Tomasi di Lampedusa.

C'est au retour de ce voyage qu'il aurait commencé à écrire Le Guépard, qu'il termine deux ans plus tard, en 1956. Jusqu'à sa mort, le roman est refusé par les maisons d'édition, ce qui remplit l'auteur d'amertume. En 1957, il apprend qu'il est atteint d'un cancer du poumon.
Giuseppe Tomasi di Lampedusa meurt le 23 juillet 1957 à Rome, au no 5 de la piazza Indipendenza, chez Olga Wolff von Stomersee, sa belle-sœur, épouse du diplomate Augusto Biancheri Chiappori, sans même savoir que son roman sera publié. Comme son personnage romanesque, le prince de Salina, il meurt en juillet et loin de sa maison. L'auteur est inhumé, ainsi que le sera son épouse, dans le cimetière jouxtant les catacombes des Capucins de Palerme (sa dépouille a été, en 2024, transférée en l'église Saint-Dominique, panthéon palermitain).
Le Guépard est publié en 1958 à titre posthume. Le manuscrit ayant été envoyé après la mort de Lampedusa à Giorgio Bassani, directeur éditorial des Éditions Feltrinelli, celui-ci approuve sa publication, rectifiant ainsi les erreurs de jugement des éditeurs qui l'avaient refusé. En 1959, Le Guépard remporte le prix Strega.

## Œuvre

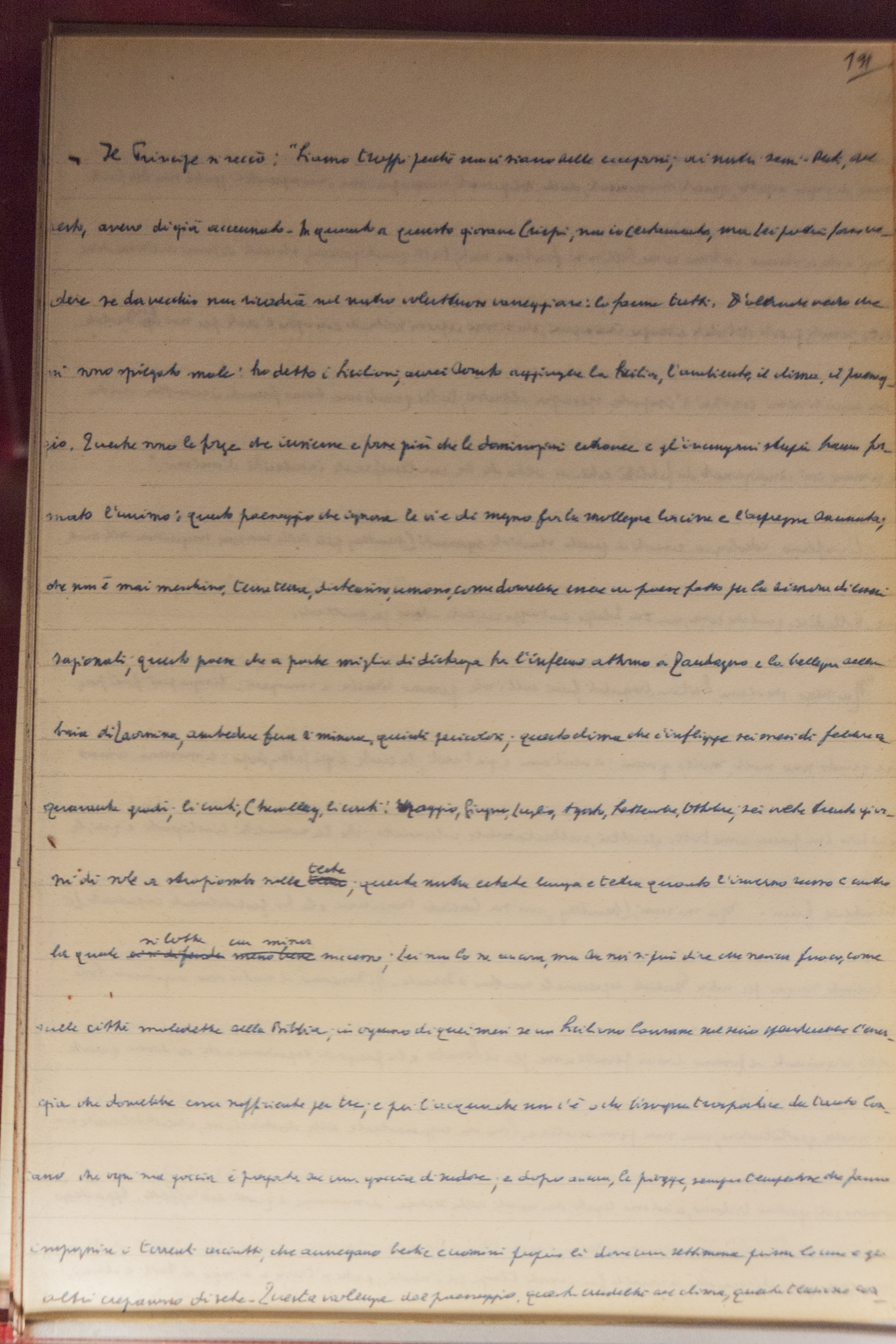
Manuscrit du Guépard : le dialogue entre Salina et Chevalley.

Giuseppe Tomasi di Lampedusa est l'auteur d'un seul roman, Le Guépard, paru après sa mort en 1958, d'un recueil de nouvelles, Le Professeur et la Sirène et d'essais sur des auteurs comme Shakespeare, Gustave Flaubert ou Stendhal, ou consacrés à la littérature française du XVIe siècle et à la littérature anglaise — toutes études qui sont en fait l'édition de ses conférences littéraires qu'il donnait bénévolement aux étudiants, le plus souvent dans son appartement de Palerme (et dont il n'était pas prévu à l'origine qu'elles soient publiées).
Dans Le Guépard, Lampedusa se montre un observateur avisé de la haute société sicilienne, de ses rituels sociaux et de la façon dont ses membres essaient de suivre l'évolution sociale et politique. Ses personnages sont directement issus de sa famille et de son entourage (le personnage du prince de Salina est inspiré de l'aïeul de l'auteur et Tancredi Falconeri de son fils adoptif, Gioacchino Lanza ; par un clin d'œil, Luchino Visconti fait apparaître un personnage de ce nom dans son film au début de la scène du bal) et son regard ironique est également empreint de mélancolie devant le spectacle d'un monde qui finit.
En 1963, le roman, dont la parution en Italie fut un véritable événement littéraire, est l'objet d'un film, réalisé par Luchino Visconti avec, notamment, Burt Lancaster, Alain Delon et Claudia Cardinale, qui reçut la Palme d'or au festival de Cannes 1963. Le roman avait connu un très grand succès en librairie, mais son adaptation au cinéma par un grand maître du 7e art le fit accéder au rang d'œuvre mythique.
En 2007, les éditions du Seuil publient en France une nouvelle traduction — due à Jean-Paul Manganaro — de ce roman qui fait désormais figure de classique. Le traducteur a travaillé sur le texte établi en 1969 par Carlo Muscetta, considéré comme le plus fidèle au projet de Lampedusa. Cette édition est caractérisée par l'ajout d'un chapitre inédit.
Le Professeur et la Sirène est un recueil de quatre nouvelles qui contient notamment les premiers chapitres des mémoires de l'auteur, « Les Lieux de ma première enfance », ainsi que le premier chapitre de ce qui est considéré comme un projet de suite du Guépard : « La Matinée d'un métayer ».

## Œuvres (traduites en français)

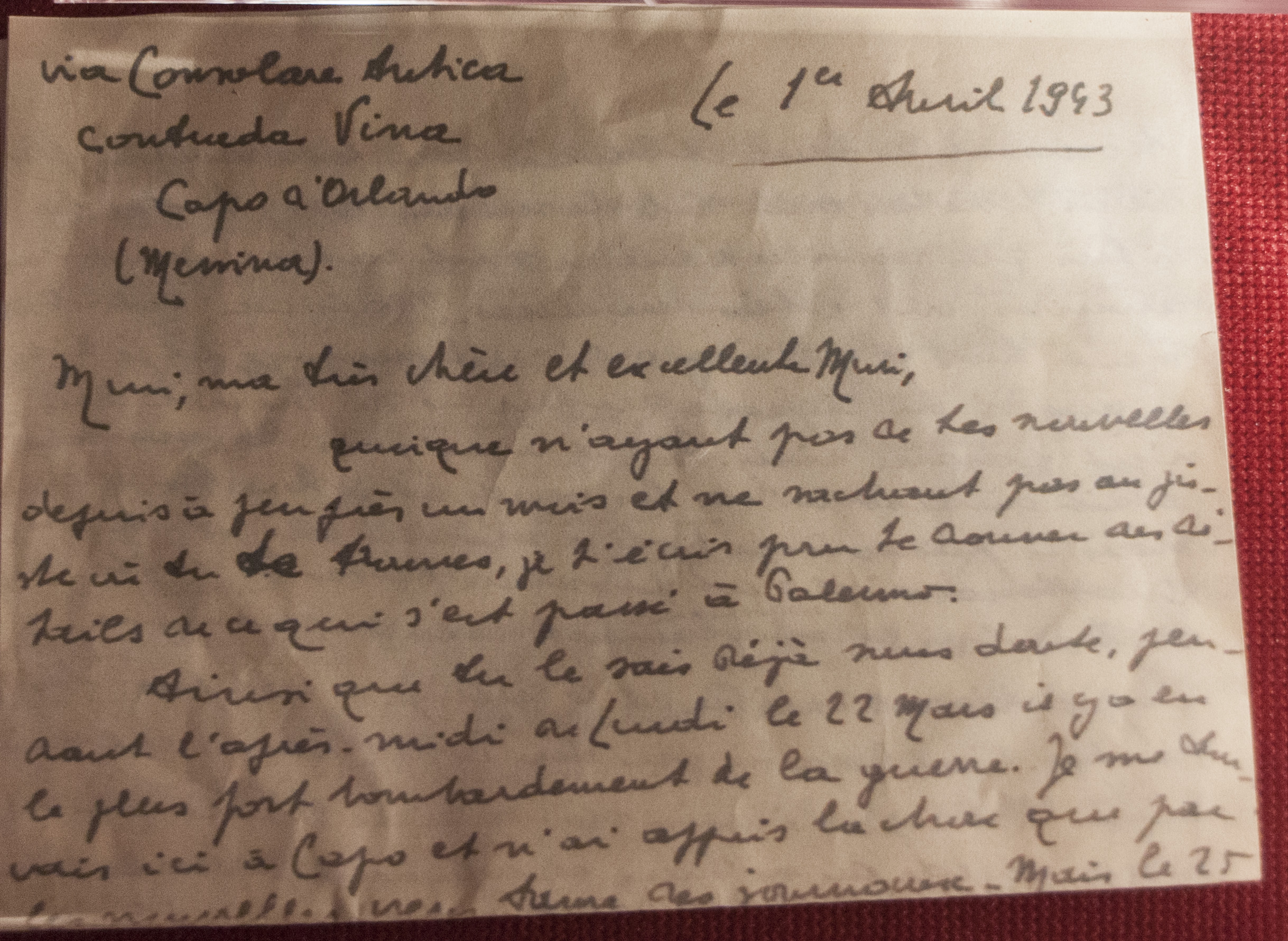
Une lettre écrite en français par Tomasi di Lampedusa et datée du 1 avril 1943.

- Le Guépard, traduit par Fanette Roche-Pézard, Seuil, 1959 ; nouvelle traduction de Jean-Paul Manganaro, Seuil, 2007
- Le Professeur et la Sirène, préface de Giorgio Bassani, traduit par Louis Bonalumi, Seuil, 1962 ; nouvelle traduction et préface de Jean-Paul Manganaro, postface de Gioacchino Lanza Tomasi, Seuil, 2014
- Leçons sur Stendhal, in Stendhal et la Sicile, traduit par Maurice Darmon, édition annotée, Maurice Nadeau/Lettres nouvelles, 1985
- Voyage en Europe, correspondance avec Casimiro et Lucio Piccolo sur ses voyages à Londres, Paris, Zurich et Berlin, traduit par Nathalie Castagne, Seuil, 2007
- Byron, Allia, traduit par Monique Baccelli, 1999
- Shakespeare, traduit par Monique Baccelli, Allia, 2000
- Stendhal, traduit par Monique Baccelli, Allia, 2002

## Galerie

Giuseppe Tomasi di Lampedusa
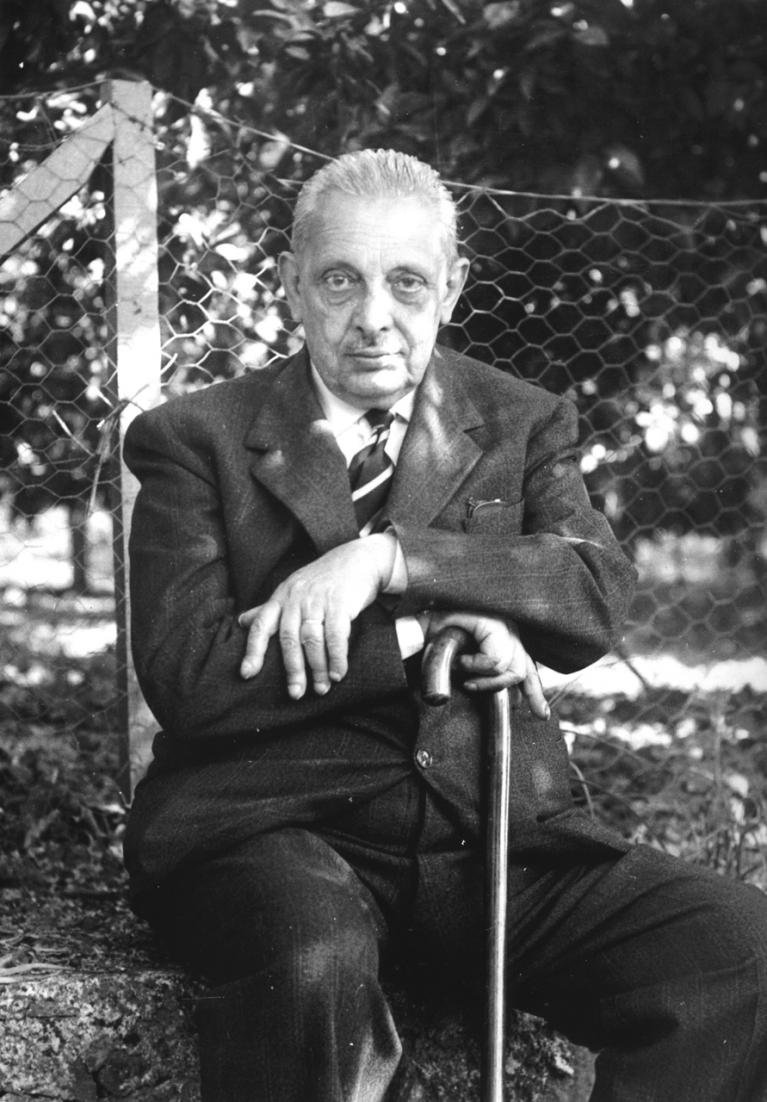
Portrait.
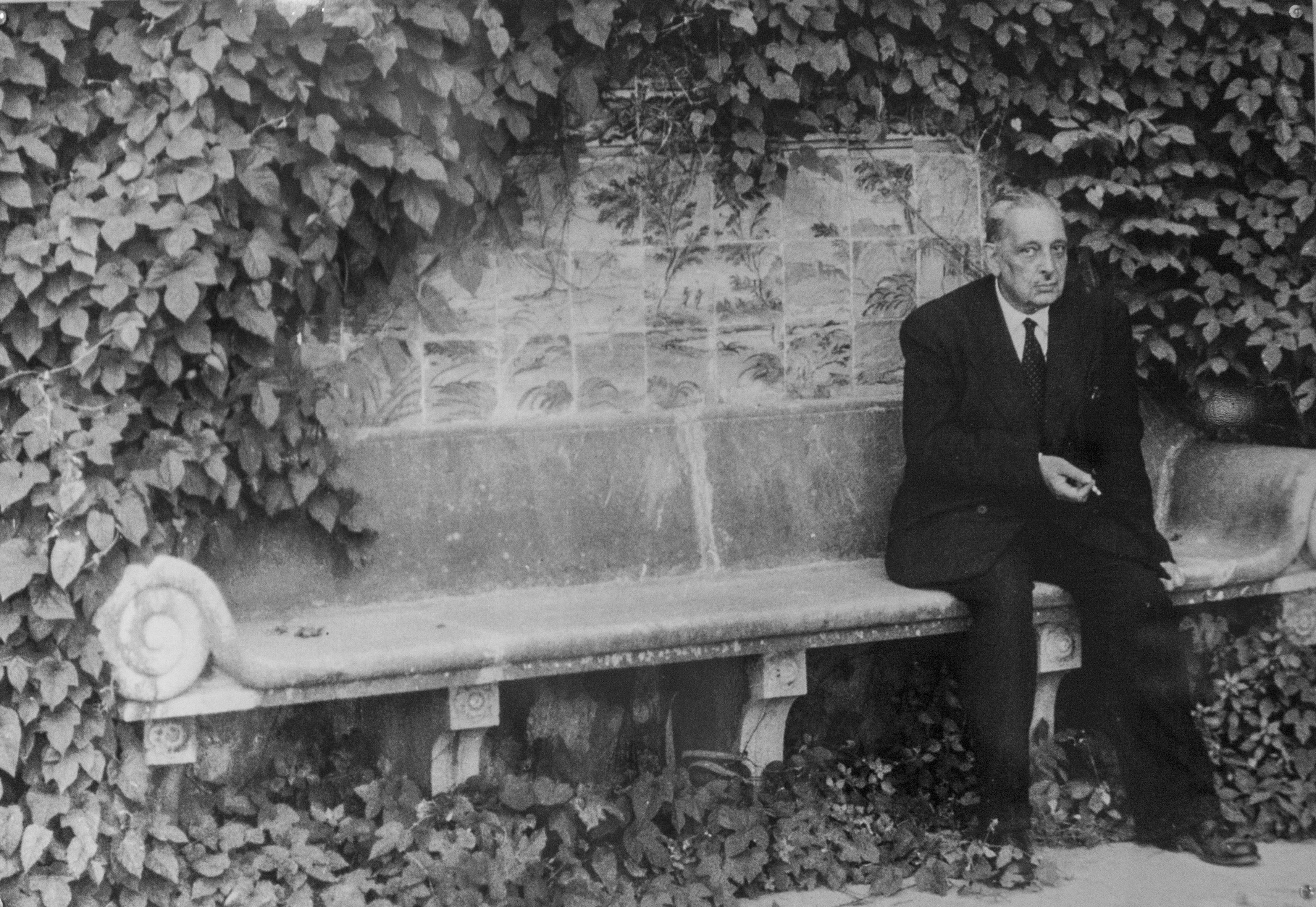
Portrait.
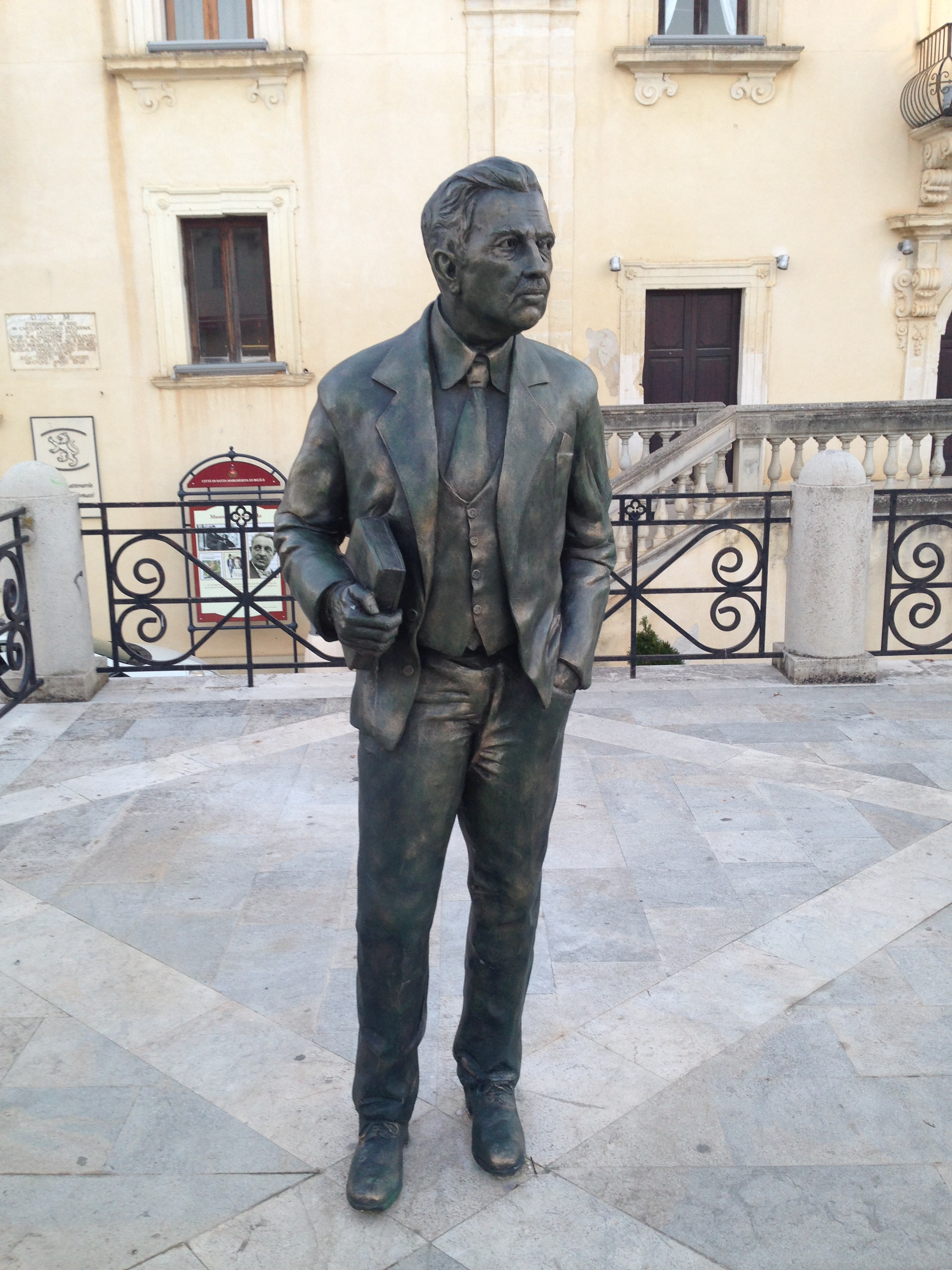
Statue à Santa Margherita di Belice.

### Sources
- (it) Giuseppe Tomasi di Lampedusa sur Wikipedia en italien
- Toutes indications bibliographiques en français et en italien sur Giuseppe Tomasi di Lampedusa et sur des études le concernant, toutes publications parascolaires, tous liens internet concernant directement ou indirectement cet auteur sont réunis dans la fiche sur Le Guépard du CRDP (consulté le 31 août 2009)

### Filmographie
- Luigi Falorni, Le Guépard : l'histoire d'un grand roman (Die Geburt des Leoparden), film documentaire de 55 min (2019, Allemagne) diffusé sur Arte le mercredi 27 octobre 2021. Biographie de Giuseppe Tomasi di Lampedusa.